# جوردن هايلاند
جوردن هايلاند (بالإنجليزية: Jordan Hyland)‏ هو لاعب اتحاد الرغبي نيوزيلندي، ولد في 3 أكتوبر 1989.